# Хроники заводной птицы
Хроники заводной птицы (яп. ねじまき鳥クロニクル) — роман японского писателя Харуки Мураками, написан в 1992—1995 годах. В центре произведения — человек, оставшийся наедине с собой, ищущий смысл жизни. За этот роман Мураками получил литературную премию «Ёмиури», которая в числе других была присуждена ему одним из его жёстких критиков, Кэндзабуро Оэ.
Оригинальное японское издание было выпущено в трёх частях, которые составляют три «книги» из одного тома на русском языке:
- «Сорока-воровка» (泥棒かささぎ編), 1992 г.
- «Вещая птица» (予言する鳥編), 1994 г.
- «Птицелов» (鳥刺し男編), 1995 г.

Авторы перевода романа на русский язык — Иван и Сергей Логачёвы. Впервые на русском языке главы из романа публиковались в журнале «Новая Юность» (№ 46, 47). Отдельной книгой русский перевод вышел в 2002 году, с тех пор неоднократно переиздавался.

## Краткое описание сюжета
В начале романа Тору Окада уходит из юридической фирмы, с места рядового юриста. После увольнения он живёт на сбережения, деньги, оставленные родителями, и на то, что зарабатывает жена Кумико (Редактор в журнале «о здоровом питании»).
С Тору начинают происходить странные события. В отсутствие жены на работе звонит неизвестная женщина, пытающаяся заняться с героем телефонным сексом. Неожиданно пропадает любимый кот. Тору знакомится с шестнадцатилетней соседской девушкой. Появляются ещё две экстрасенши — Мальта Кано и её сестра Крита Кано (некогда работавшая проституткой). Они, по просьбе брата жены Тору, участвуют в розыске кота. Внезапно пропадает жена. Она оставляет герою послание, в котором сообщает, что уже три месяца встречалась с любовником, поскольку не получала удовлетворения от мужа. При этом пишет, что любит его.
Появляется брат Кумико — восходящая звезда политики. В «Хрониках» он несет чрезвычайно важную смысловую нагрузку, являя воплощенное Зло. Брат супруги требует дать Кумико развод. Но Тору чувствует, что та попала в черные сети брата-извращенца, и стремится её вернуть. Попутно в тексте романа присутствуют значительные вставки, посвященные японской оккупации Китая и войне с СССР на Халхин-Голе в 1939 году.
Далее Тору знакомится с ещё одной женщиной, которая приобщает его к экстрасенсорному бизнесу, экстрасенсорные способности прорезались у героя во время сидения в пересохшем колодце во дворе заброшенного дома по соседству. На определённом этапе внутренний дух героя сталкивается с духом Нобору Ватая (брата супруги) и бейсбольной битой калечит его. Параллельно и сам реальный злодей оказывается в больнице. Там его и убивает Кумико, мстя за свою потерявшую стабильность жизнь и любовь. Ей светит минимальный срок. Тору собирается её ждать. То есть, совершив «титаническое усилие», возвращается в привычное состояние.

## Главные герои
Хотя эта книга имеет много основных и второстепенных персонажей, в число наиболее важных входят:
- Тору Окада: рассказчик и главный герой. Тору пассивный и часто апатичный молодой человек, проживающий в японском пригороде. Муж Кумико, постоянно следует на поводу приказов или желаний других. В настоящее время безработный, является воплощением пассивности.
- Кумико Окада: жена Тору и, будучи кормилицей и единственным работающим человеком в семье, более независима. Она работает в издательском бизнесе.
- Нобору Ватая: Нобору — брат Кумико, восходящий политик. Общество любит его, но Тору не может его терпеть. Нобору делает головокружительную карьеру, становится видным ученым-экономистом, а затем выдвигает свою кандидатуру в депутаты парламента. Но имеет огромные проблемы в личной жизни. Очень скрытный человек, его лицо — маска, никогда не показывающая настоящие чувства.
- Мэй Касахара: девушка-подросток, которая должна быть в школе, но прогуливает её по собственному желанию. Тору и Мэй на протяжении всего романа обмениваются мыслями, а когда Мэй уехала, она пишет ему (хотя читатель может ознакомиться с письмами, они не доходят до Тору). Их разговоры часто странные и вращаются вокруг темы смерти и ухудшения жизни человека. Что ещё более странно, так это веселый и совершенно несерьёзный вид, с которым эти разговоры ведутся.
- Лейтенант Мамия: Мамия был офицером во время японского военного вторжения в Маньчжоу-Го. Перенес сильную эмоциональную травму, став свидетелем сдирания кожи с человека и проведя несколько ночей в пересохшем колодце. Впоследствии лишился руки. Он рассказывает свою историю Тору лично и в письмах.
- Мальта Кано: Мальта Кано — медиум, изменившая своё имя на «Мальту» после выполнения «аскезы» на острове Мальта. Она была нанята Кумико, чтобы помочь Тору Окада найти своего пропавшего кота.
- Крита Кано: младшая сестра Мальты и её ученица, описывает себя как «проститутка в мыслях». Имеет почти те же лицо и фигуру, как и Кумико.
- Мускатный орех Акасака: женщина по прозвищу «Мускатный орех» встретилась в первый раз Тору, когда он сидел на скамейке и наблюдал лица людей на вокзале Синдзюку. Когда они встретились во второй раз, её привлекло иссиня-черное пятно на правой щеке Тору. Её настоящее имя никогда не упоминается в романе. Раньше была успешным модельером, но потом бросила бизнес после зверского убийства её мужа.
- Корица Акасака: Корица — взрослый сын «Мускатного ореха», который не говорит с 6 лет. Общается с помощью мимики и жестов. «Корица» — тоже псевдоним, как и у его матери.